# Сабальса
Сабальса, Сабальца (ісп. Zabalza (офіційна назва), баск. Zabaltza) — муніципалітет в Іспанії, у складі автономної спільноти Наварра. Населення — 242 особи (2009).
Муніципалітет розташований на відстані близько 310 км на північний схід від Мадрида, 13 км на захід від Памплони.
На території муніципалітету розташовані такі населені пункти: (дані про населення за 2009 рік)
- Аррайса: 94 особи
- Убані: 93 особи
- Сабальса: 55 осіб

## Демографія
Динаміка населення (INE ):